# Đế quốc

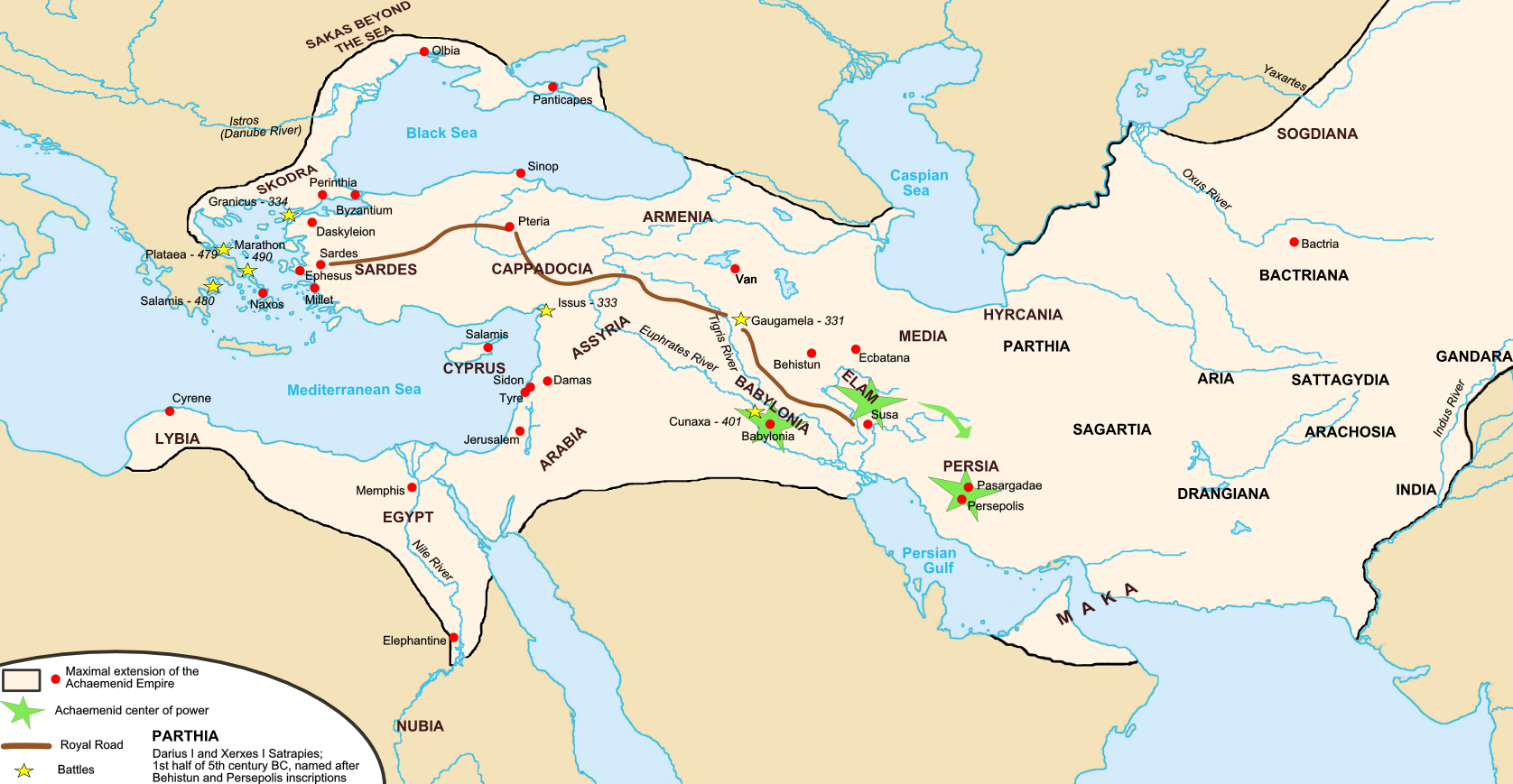
Đế quốc Achaemenes với lãnh thổ vắt qua 3 châu lục.

Đế quốc là một nhà nước lớn mạnh, có tầm ảnh hưởng quốc tế sâu rộng, thống trị nhiều vùng lãnh thổ rộng lớn hoặc chi phối được nhiều quốc gia khác.
Trong lịch sử đã tồn tại nhiều đế quốc sở hữu diện tích lãnh thổ rộng lớn, trải dài qua nhiều châu lục, đôi khi được gọi là các đế quốc toàn cầu, nhưng chưa từng có bất kỳ một đế quốc nào đủ khả năng để thống trị toàn bộ thế giới. Những nỗ lực xuất phát từ tham vọng cá nhân hay chủ nghĩa dân tộc bá quyền, điển hình như Đế quốc Pháp thời Napoleon hay Phe Trục trong Thế Chiến II,... đều thất bại.

## Tên gọi
Đế quốc, xét về ngữ nghĩa, là từ Hán Việt có nghĩa là đất nước được cai trị bởi một vị hoàng đế. Đế quốc có cấp bậc cao hơn vương quốc, là đất nước được cai trị bởi một quân vương. Các cấp bậc này nằm trong hệ thống phân chia thứ bậc của chế độ chính trị phong kiến. Đế quốc là rộng lớn và đông dân hơn vương quốc, uy quyền hoàng đế là lớn hơn so với tước vương. Điều này tương tự cách dùng "Empire" (đế quốc) trong tiếng Anh dùng chỉ nước cai trị bởi một "Emperor" (hoàng đế), cấp bậc cao hơn "Kingdom" (vương quốc) là nước cai trị bởi một "King" (quân vương).
Ở Trung Hoa, người nắm lấy thiên hạ sau một cuộc chinh phạt sẽ trở thành hoàng đế, tước vương và đất đai thường do hoàng đế ban cấp cho họ hàng thân thuộc. Ở Châu Âu, quyền lực cao nhất ở từng nước là Vương Thất (một số nước tước vị thậm chí thấp hơn, ví dụ: Đại công quốc Ba Lan,...). Danh hiệu quý tộc cao nhất ở châu Âu là hoàng đế do bầu chọn bởi các nước với danh hiệu Hoàng đế Đế quốc La Mã thần thánh. Ở Pháp, đến khi Napoleon Đệ nhất nắm quyền, ông ta trở thành hoàng đế đầu tiên của nước Pháp bởi Napoleon đã chinh phạt và chiếm được gần như toàn bộ phần tây châu Âu. Ở Anh, người được xem là hoàng đế đầu tiên chính là Victoria với danh hiệu Nữ hoàng Ấn Độ, vì lý do chính trị, Victoria giới hạn danh hiệu "nữ hoàng" chỉ sử dụng trên phạm vi Ấn Độ thuộc Anh, trong khi chỉ duy trì danh hiệu "Vương" ở Anh và các phần còn lại của đế quốc Anh.
Hệ thống phân chia thứ bậc phong kiến cũng có tính chất cưỡng ép chứ không phải được đồng thuận. Ví dụ, hoàng đế Trung Quốc qua nhiều thời kỳ chỉ xem Việt Nam như một vương quốc chư hầu, và phong tước An Nam quốc vương cho vua Việt Nam, nhưng trên thực tế không sở hữu hay có bất kỳ thẩm quyền nào đối với Việt Nam.
Về sau, từ Đế quốc (hay "Empire" trong tiếng Anh) vẫn được sử dụng cho các nước lớn không theo chế độ phong kiến, dùng để chỉ một nước với khả năng kiểm soát hệ thống chính trị rộng lớn bao gồm nhiều nước. Từ Đế quốc được sử dụng với hàm nghĩa một nước mở rộng kiểm soát lãnh thổ và quyền lực chính trị, chứ không nhất thiết phải là một nước mang đặc tính chính trị phong kiến. Ví dụ, Đế quốc Mỹ.

### Sử dụng nhầm lẫn
Từ "đế quốc" và "đế chế" trong tiếng Việt là hai từ riêng biệt với ý nghĩa khác nhau thường được sử dụng nhầm lẫn. Từ "đế quốc" chỉ một hệ thống liên kết nhiều quốc gia, trong khi từ ''đế chế'' chỉ chế độ chính trị quân chủ.
Trường hợp nhầm lẫn điển hình là Đế quốc Việt Nam, từ "đế quốc" ở đây chỉ quốc gia theo chế độ chính trị hoàng quyền nhà Nguyễn vừa giành được độc lập dưới sự hỗ trợ danh nghĩa của Nhật, trong ý nghĩa này "đế quốc" chỉ chế độ chính trị. Trường hợp Đế chế thứ ba của Đức, từ "đế chế" được sử dụng trong khi nước Đức dưới quyền Hitler lúc đó không phải là chế độ quân chủ mà là chế độ độc tài quân sự, trong ý nghĩa này "đế chế" lại được dùng để chỉ quốc gia.

## Định nghĩa
Theo định nghĩa của các nhà sử học Marxist thì đế quốc là quốc gia đi xâm lược các nước khác, thống trị các nước chiếm được, tiến hành vơ vét của cải, khai thác tài nguyên và bóc lột sức lao động dân bản xứ. Đế quốc là một nước thống trị nhiều nước, và các nước bị thống trị được gọi là thuộc địa. Trường phái Marxist chỉ trích rất nặng nề đối với "đế quốc" nhất là giai đoạn đối đầu ý thức hệ trong thế kỷ XX.
Theo cách lý giải của những nhà sử học tư bản phương Tây thì đế quốc là tập hợp nhiều quốc gia, trong đó có một quốc gia nắm vai trò lãnh đạo cả hệ thống. Đế quốc theo quan niệm này không phải là một nước, mà là một hệ thống. Những nhà sử học thuộc trường phái này mặc dù thừa nhận sự tiêu cực của đế quốc nhưng vẫn mô tả mặt tích cực của nó, như sự lây lan của văn minh phương Tây với nhiều tiến bộ.
Quan niệm thống nhất giữa hai trường phái sử học đối với "đế quốc" thì quan hệ giữa nước thống trị và bị trị trong hệ thống đế quốc đó là bất bình đẳng. Vì nếu sự bất bình đẳng không tồn tại thì hệ thống sẽ được gọi là "liên bang".
Trong các cách định nghĩa khác, đế quốc là một quốc gia đa sắc tộc hay nhà nước đa quốc gia với sự thống trị về mặt chính trị, quân sự của một dân tộc đối với các dân tộc có sự khác biệt về văn hóa và dân tộc.
Tom Nairn và Paul James định nghĩa đế chế là thực thể chính trị "mở rộng quan hệ quyền lực trên các không gian lãnh thổ mà họ không có chủ quyền pháp lý trước đó và mở rộng một hoặc nhiều lĩnh vực kinh tế, chính trị và văn hóa, họ có được một số đo lường quyền bá chủ rộng rãi trên các không gian đó cho mục đích trích xuất hoặc tích lũy giá trị". Rein Taagepera đã định nghĩa một đế chế là "bất kỳ thực thể chính trị có chủ quyền tương đối lớn nào đối với các thành phần không có chủ quyền".
Tuy vậy, trong lịch sử tồn tại những trường hợp rất khác biệt nhau khiến cho việc hiểu đế quốc theo một định nghĩa chung không phải là điều đơn giản. Điển hình như trường hợp Đế quốc La Mã Thần thánh (từ thế kỷ 8 đến năm 1806) không có thẩm quyền ở nhiều nước châu Âu nhưng vẫn được duy trì như một hệ thống phân chia thứ bậc chính trị hoàng quyền, một hệ thống Công giáo được nhiều nước thần phục và đóng thuế tượng trưng. Trường hợp khác là Trung Quốc với hệ thống thần phục và triều cống chứ không có chủ quyền thực tế chính trị và lãnh thổ đối với các nước láng giềng. Hay như trường hợp phức tạp của Hoa Kỳ vẫn gây tranh cãi hiện nay.

## Đặc điểm

### Cấu trúc chính trị
Một cấu trúc chính trị đế quốc có thể được thiết lập và duy trì theo hai cách:
- Chinh phục và kiểm soát trực tiếp bằng vũ lực: Phương pháp này cho phép chiếm dụng chặt chẽ hơn và kiểm soát chính trị trực tiếp hơn, nhưng hạn chế mở rộng lãnh thổ hơn nữa vì nó hấp thụ lực lượng quân sự đế quốc vào việc đóng quân cố định.
- Cưỡng chế, bá quyền trong việc chinh phục và kiểm soát gián tiếp bằng quyền lực: Phương pháp thứ hai này chiếm dụng lỏng lẻo hơn và kiểm soát gián tiếp, nhưng ngược lại cho phép gia tăng khả năng quân sự lớn có thể dùng để tiếp tục mở rộng đế quốc hơn nữa.

### Hình thức chính trị đế quốc
- Hình thức nhà nước: 1) nhà nước đơn nhất như nhiều nước, Nga, Pháp, Nhật Bản,...; 2) liên bang: trường hợp Đế quốc Đức mặc dù thống nhất vào năm 1871, nhưng đó là một liên bang gắn kết nhiều quốc gia mà các tầng lớp quý tộc địa phương vẫn còn ảnh hưởng, do Vương quốc Phổ đứng đầu và quốc vương Phổ trở thành hoàng đế Đức, hoặc trường hợp liên bang khác là Hoa Kỳ, 3) liên minh: như Liên minh Delian, hay Đế quốc Tây Ban Nha ban đầu là liên minh gắn kết giữa Vương quốc Castile và Vương quốc Aragon vốn không thống nhất chính trị,[7]...
- Hình thức chính phủ: quân chủ hay cộng hòa. Các trường hợp điển hình là Hà Lan đã nhiều lần thay đổi chế độ, nhưng vẫn đồng thời duy trì hệ thống thuộc địa hải ngoại. Hoặc trường hợp Đế quốc thuộc địa Pháp lần thứ nhất dưới chính quyền quân chủ của triều đại Bourbon, trong khi Đế quốc thuộc địa Pháp lần thứ hai diễn ra dưới chế độ cộng hòa. Đế quốc của La Mã trong thời cổ đại đã liên tục bành trướng từ thế kỷ 5 TCN - thế kỷ 1 TCN dưới chế độ cộng hòa và từ thế kỷ 1 TCN đến thế kỷ 5 dưới chế độ quân chủ, lãnh thổ đã không ngừng mở rộng và kết nối cho đến khi hoàn tất bao bọc Địa Trung Hải.

### Cấu trúc lãnh thổ
Về phạm vi và hình lãnh thổ, đế quốc có hai dạng chủ yếu:
- Đế quốc tiếp giáp: là đế quốc mà phạm vi lãnh thổ mở rộng trên đất liền và có sự liên tục, nối dài các vùng đất chiếm được từ biên giới ban đầu.[8]
- Đế quốc hàng hải: là đế quốc bao gồm tập hợp các lãnh thổ rời rạc trải rộng qua nhiều lục địa và đại dương. Việc xây dựng và bảo vệ phụ thuộc vào lực lượng hải quân hùng mạnh.[9]

### Văn hóa-Xã hội
Các đế quốc thường được hình thành từ nhiều thành phần dân tộc, đa quốc gia, đa dạng văn hóa và tôn giáo khác nhau.

### Những đế quốc đầu tiên

Sự mở rộng lãnh thổ của các đế quốc thuộc địa Châu Âu